# Gephyroglanis gymnorhynchus
Gephyroglanis gymnorhynchus är en fiskart som beskrevs av Pappenheim, 1914. Gephyroglanis gymnorhynchus ingår i släktet Gephyroglanis och familjen Claroteidae. IUCN kategoriserar arten globalt som otillräckligt studerad. Inga underarter finns listade i Catalogue of Life.